# 吉良俊氏
吉良 俊氏（きら としうじ、生没年不詳）は、室町時代前期の武将。吉良満貞の子。西条城主。西条吉良氏（上吉良）2代。幼名は三郎。官位は従五位下、左兵衛佐。妻は今川貞世（了俊）の娘。子は吉良義尚、吉良頼氏、吉良義真。次男頼氏は奥州（武蔵）吉良氏の吉良頼治の養子となった。

## 概要
室町幕府の引付所頭人を務める。引付所の廃止後、応永5年（1398年）5月に禁裏警護の役所である武者所の長官である武者頭に任ぜられる。
応永6年（1399年）の応永の乱に従軍する。応永26年（1419年）6月に自邸付近で一条大納言と三条某が喧嘩をはじめた時、三条側に加勢している。
法名は竜門寺殿宝山常珍大禅定門。